# Лазарев Дмитро Ілліч
Дмитро Ілліч Лазарев (1922—1991) — учасник Другої світової війни, Герой Радянського Союзу.

## Біографія
Народився 8 листопада 1922 року в селі Братовщина нині Калтасинського району Башкортостану в селянській родині. Росіянин. Закінчив 7 класів. Працював у колгоспі.
В Червону Армію призваний в жовтні 1941 року Калтасинським райвійськкоматом Башкирської АРСР.
У боях Другої світової війни з червня 1942 року. Воював на Південно-Західному, Воронезькому, Степовому, 2-му Українському, 1-му Білоруському фронтах. Брав участь у Курській битві, форсував Дніпро, Прут, Віслу, Одер, громив фашистів у Берліні. Чотири рази був поранений.
21 січня 1945 року артилерійський дивізіон 34-ї гвардійської мотострілецької бригади (12-й гвардійський танковий корпус, 2-а гвардійська танкова армія, 1-й Білоруський фронт), де служив командиром гармати гвардії сержант Дмитро Лазарев, слідуючи нічним маршем, зіткнувся із засадою противника в районі на захід польського міста Іновроцлав. Користуючись темрявою, Д. І. Лазарев разом з бійцями розрахунку підкотив гармату на 200 метрів до ворожої батареї і влучним вогнем знищив три гармати. Фашистські автоматники обійшли радянських артилеристів і напали з тилу. Бачачи, що розгортати гармати пізно, гарматний розрахунок Лазарева закидав гітлерівців гранатами і розстріляв з автоматів. Результат бою був вирішений. Противник знищений.
Указом Президії Верховної Ради СРСР від 27 лютого 1945 року за зразкове виконання завдань командування і проявлені мужність і героїзм у боях з німецько-фашистськими загарбниками гвардії сержантові Лазареву Дмитру Іллічу присвоєно звання Героя Радянського Союзу з врученням ордена Леніна і медалі «Золота Зірка» (№ 5730).
У квітні 1948 року старшина Лазарев Д. І. був демобілізований. Обравши місцем проживання місто Ярославль, Д. І. Лазарев тут навчався, працював у книжковому видавництві, потім — заступником директора Ярославського музею-заповідника з господарської частини.
Помер 27 лютого 1991 року. Похований на Західному цивільному кладовищі (Чурилково). У 1993 році останки перепоховали на Алеї Героїв Військового меморіального кладовища Ярославля.

## Нагороди
- Медаль «Золота Зірка» Героя Радянського Союзу (27.02.1945).
- Орден Леніна (27.02.1945).
- Орден Червоного Прапора (05.02.1945).
- Орден Вітчизняної війни 1-го ступеня (06.04.1985).
- Орден Вітчизняної війни 2-го ступеня (28.06.1945).
- Орден Червоної Зірки (12.01.1945).
- Медалі.

## Пам'ять
У селищі міського типу Краснохолмський Калтасинського району Башкортостану ім'ям Героя Радянського Союзу Д. І. Лазарєва названа вулиця, а в районному центрі, селі Калтаси, 9 травня 1985 року урочисто відкрито його бюст.